# Margarida de Saboia (1464)
Margarida de Sabóia (Pinerolo, 6 de junho de 1382  ou 1390   – Alba, 23 de novembro de 1464) era a marquesa de Monferrato e uma irmã dominicana. 

## Família
Margarida era a mais velha dos quatro filhos — todas filhas — de Amadeu de Saboia, Senhor do Piemonte  (e Príncipe titular da Acaia ), e sua esposa Catarina de Genebra.
Seus avós paternos foram Giacomo de Sabóia, príncipe titular da Acaia, e sua segunda esposa, Sibila de Baux. Seus avós maternos foram Amadeu III, Conde de Genebra e Mahaut d'Auvergne. Sua reivindicação ao trono da Acaia veio de seu bisavô Filipe de Sabóia, filho mais velho de Tomás III do Piemonte e Guia da Borgonha. Filipe casou- se com Isabel de Villehardouin, princesa da Acaia, e co-reinou com ela de 1301 a 1307. Ambos foram depostos por Filipe I de Tarento, mas continuaram a reivindicar o título. No entanto, Giacomo era filho de Filipe com sua segunda esposa Catherine de la Tour du Pin e sua reivindicação de ser o herdeiro de Isabella de Villehardouin foi contestada.

## Casamento
Em 17 de janeiro de 1403, Margarida casou-se com Teodoro II, marquês de Monferrato, membro da dinastia paleóloga e descendente de linha masculina de Andrônico I Paleólogo. Teodoro era viúvo de Joana de Bar,  filha de Roberto I, duque de Bar, e Maria Valois. Sua piedade aumentou depois que ela ouviu a pregação de Vincente Ferrer, que passou vários meses em Monferrato. Este casamento durou quinze anos, mas não teve filhos. Teodoro morreu em 1418. 

## Vida monástica
Quando ela ficou viúva, ela decidiu abandonar o mundo. Deixando a direção dos negócios do marquês para João Jaimes, filho de seu marido com seu primeiro casamento, ela se retirou para Alba, onde ingressou na Ordem Terceira de São Domingos. 
Um pouco mais tarde, Filippo Maria Visconti, duque de Milão, pediu sua mão em casamento e implorou ao Papa Martinho V que a aliviasse de seu voto. Mas Margarida se opôs a uma recusa formal a este pedido e com várias jovens mulheres de posição, ela fundou um mosteiro e o colocou sob o governo da ordem de São Domingos. Redobrando suas mortificações, ela permaneceu um modelo de piedade e morreu em Alba, em 23 de novembro de 1464. 

## Veneração
Em 13 de dezembro de 1464, seus restos mortais foram colocados em uma tumba simples; em 1481, eles foram transferidos para um sepulcro diferente e muito mais bonito, construído em seu mosteiro às custas de Guilherme VIII de Monferrato. Atualmente decorrem na igreja de Santa Maria Maddalena, Alba.
Quatro nobres beatos da família Saboia estão representados na abóbada de uma baía no corredor sul da igreja de San Michele em Pavia. Margarida é mostrada vestida como uma freira segurando três flechas.